# Liste des frontières maritimes par pays
Cet article recense la liste des États du monde par frontière maritime avec leurs pays riverains. Il n'est pas à confondre avec celui sur la liste de frontières terrestres par longueur et celui sur la liste des frontières terrestres par pays.

## Critères
Dans le contexte de cette liste, les frontières maritimes comprennent les frontières reconnues par la Convention des Nations unies sur le droit de la mer, incluant les mers territoriales, les zones contiguës et les zones économiques exclusives, mais pas les lacs ou les cours d'eau.
Les frontières maritimes « potentielles » sont incluses : c'est-à-dire que l'absence d'un traité de délimitation définissant le tracé exact d'une frontière maritime n'empêche pas celle-ci d'être incluse dans la liste.
La liste comprend à la fois des pays souverains, des territoires, dépendances ou collectivités non-souveraines et quelques territoires partiellement reconnus comme indépendants ou dont le statut ne fait pas consensus.

## Liste
La liste suivante comprend les informations suivantes :
- Le nom du pays ou territoire considéré. Les pays dont la souveraineté fait consensus au niveau international (c'est-à-dire les 192 pays membres des Nations unies, plus le Vatican) sont indiqués de façon normale. Les autres sont indiqués en italiques. La nature exacte du territoire est indiquée en notes, si nécessaire.
- Le nombre de segments frontaliers bordant le territoire. Deux territoires peuvent partager plusieurs frontières maritimes distinctes, comme l'Espagne et la France (dans l'océan Atlantique et la mer Méditerranée).
- Le nombre de territoires frontaliers distincts.
- Le nombre de pays souverains frontaliers.
- La liste des riverains du territoire, éventuellement suivi entre parenthèses des indications suivantes :
  - Nombre : nombre de frontières maritimes distinctes séparant les deux pays ou territoires ;
  - J : frontière déterminée entièrement ou en partie par arbitrage ou décision de la Cour internationale de justice.
  - T : frontière déterminée entièrement ou en partie par traité.

### Frontière des pays
| Pays                             | Frontières maritimes | Riverains | Riverains souverains | Liste des riverains |
| -------------------------------- | -------------------- | --------- | -------------------- | --- |
| Afghanistan                      | 0                    | 0         | 0                    | |
| Afrique du Sud                   | 2                    | 2         | 2                    | - Mozambique - Namibie (T) |
| Albanie                          | 3                    | 3         | 3                    | - Grèce - Italie - Monténégro |
| Algérie                          | 4                    | 4         | 4                    | - Espagne - Italie - Maroc - Tunisie (T) |
| Allemagne                        | 6                    | 5         | 5                    | - Danemark ((2, J, T)) - Pays-Bas (J, T) - Pologne (T) - Royaume-Uni (T) - Suède (T) |
| Andorre                          | 0                    | 0         | 0                    | |
| Angola                           | 4                    | 3         | 3                    | - Namibie (T) - République du Congo - République démocratique du Congo (2) |
| Antigua-et-Barbuda               | 5                    | 5         | 3                    | - Anguilla, Royaume-Uni - Guadeloupe, France - Montserrat, Royaume-Uni - Saint-Christophe-et-Niévès - Saint-Barthélemy, France |
| Arabie saoudite                  | 11                   | 10        | 10                   | - Bahreïn (T) - Égypte - Émirats arabes unis (T) - Érythrée - Iran (T) - Jordanie - Koweït (T) - Qatar (2, T) - Soudan - Yémen (T) |
| Argentine                        | 3                    | 3         | 3                    | - Chili (T) - Îles Malouines, Royaume-Uni - Uruguay (T) |
| Arménie                          | 0                    | 0         | 0                    | |
| Australie                        | 8                    | 6         | 6                    | - Îles Kerguelen et TAAF, France (T) - Indonésie (4, T) - Nouvelle-Calédonie, France (T) - Nouvelle-Zélande (2, T) - Salomon (T) - Timor oriental (T) |
| Autriche                         | 0                    | 0         | 0                    | |
| Azerbaïdjan                      | 3                    | 3         | 3                    | - Iran - Russie - Turkménistan |
| Bahamas                          | 4                    | 4         | 4                    | - Cuba - États-Unis - Haïti - Îles Turks-et-Caïcos, Royaume-Uni |
| Bahreïn                          | 3                    | 3         | 3                    | - Arabie saoudite (T) - Iran (T) - Qatar (J) |
| Bangladesh                       | 2                    | 2         | 2                    | - Birmanie - Inde |
| Barbade                          | 5                    | 5         | 4                    | - Guadeloupe, France (T) - Martinique, France - Sainte-Lucie - Saint-Vincent-et-les Grenadines - Trinité-et-Tobago (J) |
| Belgique                         | 3                    | 3         | 3                    | - France (T) - Pays-Bas (T) - Royaume-Uni (T) |
| Belize                           | 3                    | 3         | 3                    | - Guatemala - Honduras - Mexique |
| Bénin                            | 3                    | 3         | 3                    | - Ghana - Nigeria - Togo |
| Bhoutan                          | 0                    | 0         | 0                    | |
| Biélorussie                      | 0                    | 0         | 0                    | |
| Birmanie                         | 3                    | 3         | 3                    | - Bangladesh - Inde (T) - Thaïlande (T) |
| Bolivie                          | 0                    | 0         | 0                    | |
| Bosnie-Herzégovine               | 1                    | 1         | 1                    | - Croatie (T) |
| Botswana                         | 0                    | 0         | 0                    | |
| Brésil                           | 2                    | 2         | 2                    | - Guyane, France (T) - Uruguay (T) |
| Brunei                           | 2                    | 1         | 1                    | - Malaisie (2) |
| Bulgarie                         | 2                    | 2         | 2                    | - Roumanie - Turquie (T) |
| Burkina Faso                     | 0                    | 0         | 0                    | |
| Burundi                          | 0                    | 0         | 0                    | |
| Cambodge                         | 2                    | 2         | 2                    | - Thaïlande - Viêt Nam |
| Cameroun                         | 2                    | 2         | 2                    | - Guinée équatoriale - Nigeria (J, T) |
| Canada                           | 6                    | 3         | 3                    | - États-Unis (4, J, T) - Groenland, Danemark (T) - Saint-Pierre-et-Miquelon, France (J, T) |
| Cap-Vert                         | 3                    | 3         | 3                    | - Gambie - Mauritanie (T) - Sénégal (T) |
| Chili                            | 2                    | 2         | 2                    | - Argentine (J, T) - Pérou (J, T) |
| Chypre                           | 14                   | 7         | 7                    | - Akrotiri et Dhekelia, Royaume-Uni (8, T) - Égypte (T) - Grèce (T) - Israël - Liban - Syrie - Turquie (T) |
| Colombie                         | 12                   | 10        | 10                   | - Costa Rica (2, T) - Équateur (T) - Haïti (T) - Honduras (T) - Îles Caïmans, Royaume-Uni - Jamaïque (T) - Nicaragua (J) - Panamá (2,7) - République dominicaine (T) - Venezuela |
| Comores                          | 7                    | 7         | 5                    | - Îles Glorieuses, France - Madagascar - Mayotte, France - Mozambique - Réunion, France - Seychelles - Tanzanie |
| Corée du Nord                    | 5                    | 4         | 4                    | - Chine - Corée du Sud (2) - Japon - Russie (T) |
| Corée du Sud                     | 4                    | 3         | 3                    | - Chine - Corée du Nord (2) - Japon (T) |
| Costa Rica                       | 7                    | 4         | 4                    | - Colombie (2,T) - Équateur (T) - Nicaragua (2) - Panamá (2,7) |
| Côte d'Ivoire                    | 2                    | 2         | 2                    | - Ghana - Liberia |
| Croatie                          | 4                    | 4         | 4                    | - Bosnie-Herzégovine (T) - Italie (T) - Monténégro - Slovénie |
| Cuba                             | 8                    | 8         | 7                    | - Bahamas - États-Unis (T) - Haïti (T) - Honduras - Îles Caïmans, Royaume-Uni - Île de la Navasse, États-Unis - Jamaïque (T) - Mexique (T) |
| Danemark                         | 14                   | 10        | 8                    | - Allemagne (2, J, T) - Canada (T) - Islande (2,7) - Jan Mayen, Norvège (T) - Norvège (T) - Pologne - Royaume-Uni (2, T) - Suède (2, T) - Svalbard, Norvège (T) |
| Djibouti                         | 3                    | 3         | 3                    | - Érythrée - Somalie - Yémen |
| Dominique                        | 3                    | 3         | 2                    | - Guadeloupe, France (T) - Martinique, France (T) - Venezuela |
| Égypte                           | 10                   | 10        | 10                   | - Akrotiri et Dhekelia, Royaume-Uni - Arabie saoudite - Bande de Gaza, Palestine - Chypre (T) - Grèce - Israël - Jordanie - Libye - Soudan - Turquie |
| Émirats arabes unis              | 7                    | 4         | 4                    | - Arabie saoudite (T) - Iran (2,7) - Oman (3) - Qatar (T) |
| Équateur                         | 3                    | 3         | 3                    | - Colombie - Costa Rica (T) - Pérou (T) |
| Érythrée                         | 4                    | 4         | 4                    | - Djibouti - Arabie saoudite - Soudan - Yémen (J) |
| Espagne                          | 14                   | 8         | 7                    | - Algérie - France (2,7) - Gibraltar, Royaume-Uni - Italie (T) - Madère, Portugal (T) - Maroc (4) - Portugal (2,T) - Sahara occidental, Maroc |
| Estonie                          | 4                    | 4         | 4                    | - Finlande (T) - Lettonie (T) - Russie - Suède (T) |
| États-Unis                       | 28                   | 21        | 18                   | - Anguilla, Royaume-Uni (T) - Saint-Martin, Saint-Eustache et Saba, Pays-Bas - Bahamas - Canada (4, J, T) - Cuba (2, T) - Haïti - Îles Cook, Nouvelle-Zélande (T) - Marshall - Îles Vierges britanniques, Royaume-Uni (T) - Jamaïque - Japon - Kiribati (3) - Mexique (2, T) - Venezuela (T) - Micronésie - Niue, Nouvelle-Zélande (T) - République dominicaine - Russie (T) - Samoa - Tokelau, Nouvelle-Zélande - Tonga - Venezuela (T) |
| Éthiopie                         | 0                    | 0         | 0                    | |
| Fidji                            | 6                    | 6         | 5                    | - Nouvelle-Calédonie, France (T) - Nouvelle-Zélande - Tonga - Tuvalu - Vanuatu - Wallis-et-Futuna, France (T) |
| Finlande                         | 3                    | 3         | 3                    | - Estonie (T) - Russie (T) - Suède (T) |
| France                           | 53                   | 38        | 29                   | - Anguilla, Royaume-Uni (T) - Antigua-et-Barbuda (2) - Saint-Martin, Saint-Eustache et Saba, Pays-Bas (3) - Australie (T) - Barbade (2, T) - Belgique (T) - Brésil (T) - Canada (J, T) - Comores (3) - Dominique (2, T) - Espagne (2,T) - Fidji (2, T) - Jersey et Guernesey, Royaume-Uni - Îles Cook, Nouvelle-Zélande (T) - Îles Heard-et-MacDonald, Australie (T) - Île Norfolk, Australie (T) - Îles Pitcairn, Royaume-Uni (T) - Italie (T) - Kiribati (T) - Madagascar (3, T) - Maurice (2, T) - Monaco (2, T) - Montserrat, Royaume-Uni (T) - Mozambique (2) - Royaume-Uni (J, T) - Saint-Christophe-et-Niévès (T) - Sainte-Lucie - Samoa - Seychelles (T) - Salomon (T) - Suriname - Tokelau, Nouvelle-Zélande - Tonga (T) - Tuvalu (T) - Vanuatu - Venezuela (2,7) |
| Gabon                            | 4                    | 3         | 3                    | - Guinée équatoriale (2,7) - République du Congo - Sao Tomé-et-Principe (T) |
| Gambie                           | 3                    | 2         | 2                    | - Cap-Vert - Sénégal (2,7) |
| Géorgie                          | 3                    | 3         | 3                    | - Russie - Turquie (T) - Ukraine |
| Ghana                            | 4                    | 4         | 4                    | - Bénin - Côte d'Ivoire - Nigeria - Togo |
| Grèce                            | 6                    | 6         | 6                    | - Albanie - Chypre (T) - Égypte - Italie (T) - Libye - Turquie (J) |
| Grenade                          | 2                    | 2         | 2                    | - Saint-Vincent-et-les Grenadines - Trinité-et-Tobago |
| Guatemala                        | 5                    | 4         | 4                    | - Belize - Honduras - Mexique (2,7) - Salvador |
| Guinée équatoriale               | 6                    | 4         | 4                    | - Cameroun - Gabon (2,7) - Nigeria (T) - Sao Tomé-et-Principe (2,7) |
| Guinée                           | 2                    | 2         | 2                    | - Guinée-Bissau (J) - Sierra Leone |
| Guinée-Bissau                    | 2                    | 2         | 2                    | - Guinée (J) - Sénégal (J, T) |
| Guyana                           | 3                    | 3         | 3                    | - Suriname (J) - Trinité-et-Tobago - Venezuela |
| Haïti                            | 7                    | 6         | 6                    | - Bahamas - Colombie (T) - Cuba (T) - Îles Turks-et-Caïcos, Royaume-Uni - Jamaïque - République dominicaine (2) |
| Honduras                         | 9                    | 8         | 8                    | - Belize - Colombie (T) - Cuba - Îles Caïmans, Royaume-Uni (T) - Guatemala - Mexique (T) - Nicaragua (2, J) - Salvador (J) |
| Hongrie                          | 0                    | 0         | 0                    | |
| Îles Marshall                    | 4                    | 4         | 4                    | - Wake, États-Unis - Kiribati - Micronésie - Nauru |
| Inde                             | 7                    | 7         | 7                    | - Bangladesh - Birmanie (T) - Indonésie (T) - Maldives (T) - Pakistan - Sri Lanka (T) - Thaïlande (T) |
| Indonésie                        | 17                   | 12        | 10                   | - Australie (2, T) - Îles Ashmore et Cartier, Australie (T) - Île Christmas, Australie (T) - Inde (T) - Malaisie (3, J, T) - Palaos - Papouasie-Nouvelle-Guinée (2,7) - Philippines - Singapour (T) - Thaïlande (T) - Timor oriental (3) - Viêt Nam (T) |
| Irak                             | 2                    | 2         | 2                    | - Iran - Koweït (J) |
| Iran                             | 12                   | 10        | 10                   | - Arabie saoudite (T) - Azerbaïdjan - Bahreïn (T) - Émirats arabes unis (2, T) - Irak - Koweït - Oman (2, T) - Pakistan - Qatar - Turkménistan |
| Irlande                          | 2                    | 1         | 1                    | - Royaume-Uni (T) |
| Islande                          | 3                    | 3         | 2                    | - Îles Féroé, Danemark - Groenland, Danemark (T) - Jan Mayen, Norvège (T) |
| Israël                           | 5                    | 5         | 5                    | - Chypre - Égypte - Jordanie (T) - Liban |
| Italie                           | 11                   | 11        | 11                   | - Albanie (T) - Algérie - Croatie (T) - Espagne (T) - France (T) - Grèce (T) - Libye - Malte - Monténégro (T) - Slovénie (T) - Tunisie (T) |
| Jamaïque                         | 5                    | 5         | 5                    | - Colombie (T) - Cuba (T) - Haïti - Îles Caïmans, Royaume-Uni - Île de la Navasse, États-Unis |
| Japon                            | 6                    | 6         | 6                    | - Chine - Corée du Nord - Corée du Sud (T) - Îles Mariannes du Nord, États-Unis - Philippines - Russie (T) |
| Jordanie                         | 3                    | 3         | 3                    | - Arabie saoudite - Égypte - Israël (T) |
| Kazakhstan                       | 2                    | 2         | 2                    | - Russie - Turkménistan |
| Kenya                            | 2                    | 2         | 2                    | - Somalie - Tanzanie (T) |
| Kirghizistan                     | 0                    | 0         | 0                    | |
| Kiribati                         | 9                    | 9         | 6                    | - Îles Baker et Howland, Nouvelle-Zélande - Îles Cook, Nouvelle-Zélande - Île Jarvis, États-Unis - Marshall - Nauru - Polynésie française, France - Récif Kingman et atoll Palmyra, États-Unis - Tokelau, Nouvelle-Zélande - Tuvalu |
| Koweït                           | 3                    | 3         | 3                    | - Arabie saoudite (T) - Irak (J) - Iran |
| Kosovo                           | 0                    | 0         | 0                    | |
| Laos                             | 0                    | 0         | 0                    | |
| Lesotho                          | 0                    | 0         | 0                    | |
| Lettonie                         | 3                    | 3         | 3                    | - Estonie (T) - Lituanie - Suède (T) |
| Liban                            | 4                    | 4         | 4                    | - Akrotiri et Dhekelia, Royaume-Uni - Chypre - Israël - Syrie |
| Liberia                          | 2                    | 2         | 2                    | - Côte d'Ivoire - Sierra Leone |
| Libye                            | 5                    | 5         | 5                    | - Égypte - Grèce - Italie - Malte (J, T) - Tunisie (J, T) |
| Liechtenstein                    | 0                    | 0         | 0                    | |
| Lituanie                         | 4                    | 4         | 4                    | - Lettonie - Pologne (T) - Russie (T) - Suède (T) |
| Luxembourg                       | 0                    | 0         | 0                    | |
| Macédoine                        | 0                    | 0         | 0                    | |
| Madagascar                       | 8                    | 8         | 4                    | - Comores - Îles Bassas da India, Europa, Juan de Nova, France (T) - Îles Glorieuses, France (T) - Île Tromelin, TAAF, France (T) - Mayotte, France (T) - Mozambique - Réunion, France (T) - Seychelles |
| Malaisie                         | 10                   | 6         | 6                    | - Brunei (2) - Indonésie (3, J, T) - Philippines - Singapour (J, T) - Thaïlande (2,7) - Viêt Nam |
| Malawi                           | 0                    | 0         | 0                    | |
| Maldives                         | 3                    | 3         | 3                    | - Inde (T) - Sri Lanka (T) - Territoire britannique de l'océan Indien, Royaume-Uni |
| Mali                             | 0                    | 0         | 0                    | |
| Malte                            | 2                    | 2         | 2                    | - Italie - Libye (J, T) |
| Maroc                            | 8                    | 5         | 4                    | - Algérie - Espagne (4) - Madère, Portugal - Portugal |
| Maurice                          | 3                    | 3         | 2                    | - Île Tromelin, France (T) - Réunion, France (T) - Seychelles (T) |
| Mauritanie                       | 3                    | 3         | 3                    | - Cap-Vert (T) - Sahara occidental (T, avec le Maroc) - Sénégal |
| Mexique                          | 7                    | 5         | 5                    | - Belize - Cuba (T) - États-Unis (2,7) - Guatemala (2,7) - Honduras (T) |
| Micronésie                       | 4                    | 4         | 4                    | - Guam, États-Unis - Marshall (T) - Palaos (T) - Papouasie-Nouvelle-Guinée |
| Moldavie                         | 0                    | 0         | 0                    | |
| Monaco                           | 2                    | 1         | 1                    | - France (2, T) |
| Mongolie                         | 0                    | 0         | 0                    | |
| Monténégro                       | 3                    | 3         | 3                    | - Albanie - Croatie - Italie (T) |
| Mozambique                       | 6                    | 6         | 5                    | - Afrique du Sud - Comores - Îles Bassas da India, Europa et Juan de Nova, TAAF, France - Madagascar - Réunion, France - Tanzanie (T) |
| Namibie                          | 2                    | 2         | 2                    | - Afrique du Sud (T) - Angola (T) |
| Nauru                            | 2                    | 2         | 2                    | - Marshall - Kiribati |
| Népal                            | 0                    | 0         | 0                    | |
| Nicaragua                        | 6                    | 4         | 4                    | - Colombie (J) - Costa Rica (2) - Salvador - Honduras (2, J) |
| Niger                            | 0                    | 0         | 0                    | |
| Nigeria                          | 5                    | 5         | 5                    | - Bénin - Cameroun (J, T) - Guinée équatoriale (T) - Ghana - Sao Tomé-et-Principe (T) |
| Norvège                          | 7                    | 7         | 5                    | - Danemark (T) - Groenland, Danemark (J, T) - Îles Féroé, Danemark (T) - Islande - Royaume-Uni (J, T) - Russie (T) - Suède (T) |
| Nouvelle-Zélande                 | 11                   | 10        | 7                    | - Australie (T) - Fidji - Kiribati - Île Macquarie, Australie (T) - Île Norfolk, Australie (T) - Polynésie française, France (T) - Samoa - Samoa américaines, États-Unis (3, T) - Tonga - Wallis-et-Futuna, France (T) |
| Oman                             | 7                    | 4         | 4                    | - Émirats arabes unis (3) - Iran (2,7) - Pakistan (T) - Yémen (T) |
| Ouganda                          | 0                    | 0         | 0                    | |
| Ouzbékistan                      | 0                    | 0         | 0                    | |
| Pakistan                         | 3                    | 3         | 3                    | - Inde - Iran - Oman (T) |
| Palaos                           | 3                    | 3         | 3                    | - Indonésie - Micronésie (T) - Philippines |
| Panamá                           | 4                    | 2         | 2                    | - Colombie (2,7) - Costa Rica (2,7) |
| Papouasie-Nouvelle-Guinée        | 7                    | 4         | 4                    | - Australie (2, T) - Indonésie (2, T) - Micronésie - Salomon (T) |
| Paraguay                         | 0                    | 0         | 0                    | |
| Pays-Bas                         | 13                   | 12        | 9                    | - Allemagne (T) - Anguilla, Royaume-Uni (2) - Belgique (T) - Guadeloupe, France - Îles Vierges américaines, États-Unis - République dominicaine (T) - Royaume-Uni (T) - Saint-Barthélemy, France - Saint-Christophe-et-Niévès - Saint-Martin, France (2) - Venezuela (T) |
| Pérou                            | 2                    | 2         | 2                    | - Chili (J, T) - Équateur (T) |
| Philippines                      | 6                    | 6         | 6                    | - Chine - Indonésie - Japon - Malaisie - Palaos - Viêt Nam |
| Pologne                          | 4                    | 4         | 4                    | - Allemagne (T) - Danemark - Russie (T) - Suède (T) |
| Portugal                         | 5                    | 2         | 2                    | - Espagne (3, T) - Maroc (2) |
| Qatar                            | 6                    | 4         | 4                    | - Arabie saoudite (2,7) - Bahreïn (J) - Émirats arabes unis (T) - Iran (2,7) |
| République centrafricaine        | 0                    | 0         | 0                    | |
| République démocratique du Congo | 2                    | 1         | 1                    | - Angola (2) |
| République dominicaine           | 7                    | 6         | 6                    | - Aruba, Curaçao et Bonaire, Pays-Bas - Colombie - Haïti - Îles Turks-et-Caïcos, Royaume-Uni (T) - Porto Rico, États-Unis - Venezuela (T) |
| République du Congo              | 2                    | 2         | 2                    | - Angola - Gabon |
| Chine                            | 9                    | 7         | 5                    | - Corée du Nord - Corée du Sud - Hong Kong (2) - Japon - Macao (2) - Philippines - Viêt Nam (T) |
| République tchèque               | 0                    | 0         | 0                    | |
| Roumanie                         | 3                    | 3         | 3                    | - Bulgarie - Turquie - Ukraine (J) |
| Royaume-Uni                      | 42                   | 31        | 25                   | - Allemagne (T) - Antigua-et-Barbuda - Argentine - Bahamas - Belgique (T) - Colombie - Cuba - Chypre - Danemark (T) - Égypte - Espagne (2) - France (3, T) - Égypte - Guadeloupe, France (J, T) - Haïti - Honduras (T) - Îles Féroé, Danemark (T) - Îles Vierges des États-Unis, États-Unis (T) - Irlande (2, T) - Jamaïque - Liban - Maldives - Maroc - Norvège (J, T) - Pays-Bas - Polynésie française, France - Porto Rico, États-Unis (T) - République dominicaine - Saint-Christophe-et-Niévès - Saint-Martin, France (T) - Venezuela |
| Russie                           | 15                   | 15        | 15                   | - Azerbaïdjan - Chine - Corée du Nord (T) - Estonie - États-Unis (T) - Finlande (T) - Géorgie - Japon (T) - Kazakhstan - Lituanie (T) - Norvège (T) - Pologne (T) - Suède (T) - Turquie (T) - Ukraine |
| Rwanda                           | 0                    | 0         | 0                    | |
| Saint-Christophe-et-Niévès       | 5                    | 5         | 5                    | - Antigua-et-Barbuda - Montserrat, Royaume-Uni - Saint-Barthélemy, France - Venezuela |
| Sainte-Lucie                     | 4                    | 4         | 4                    | - Barbade - Martinique, France (T) - Saint-Vincent-et-les Grenadines - Venezuela |
| Saint-Marin                      | 0                    | 0         | 0                    | |
| Saint-Vincent-et-les Grenadines  | 5                    | 5         | 5                    | - Barbade - Grenade - Sainte-Lucie - Trinité-et-Tobago - Venezuela |
| Salomon                          | 4                    | 4         | 4                    | - Australie (T) - Nouvelle-Calédonie, France (T) - Papouasie-Nouvelle-Guinée (T) - Vanuatu |
| Salvador                         | 3                    | 3         | 3                    | - Guatemala - Honduras (J) - Nicaragua |
| Samoa                            | 4                    | 4         | 4                    | - Samoa américaines, États-Unis - Tokelau, Nouvelle-Zélande - Tonga - Wallis-et-Futuna, France |
| Sao Tomé-et-Principe             | 4                    | 3         | 3                    | - Guinée équatoriale (2,7) - Gabon (T) - Nigeria (T) |
| Sénégal                          | 5                    | 4         | 4                    | - Cap-Vert (T) - Gambie (2,7) - Guinée-Bissau (J, T) - Mauritanie |
| Serbie                           | 0                    | 0         | 0                    | |
| Seychelles                       | 5                    | 5         | 5                    | - Comores - Îles Glorieuses, France (T) - Madagascar - Maurice (T) - Tanzanie (T) |
| Sierra Leone                     | 2                    | 2         | 2                    | - Guinée - Liberia |
| Singapour                        | 2                    | 2         | 2                    | - Indonésie (T) - Malaisie (J, T) |
| Slovaquie                        | 0                    | 0         | 0                    | |
| Slovénie                         | 2                    | 2         | 2                    | - Croatie - Italie (T) |
| Somalie                          | 3                    | 3         | 3                    | - Djibouti - Kenya - Yémen |
| Soudan du Sud                    | 0                    | 0         | 0                    | |
| Soudan                           | 3                    | 3         | 3                    | - Arabie saoudite - Égypte - Érythrée |
| Sri Lanka                        | 2                    | 2         | 2                    | - Inde (T) - Maldives (T) |
| Suède                            | 10                   | 9         | 9                    | - Allemagne (T) - Danemark (2,7) - Estonie (T) - Finlande (T) - Lettonie (T) - Lituanie (T) - Norvège (T) - Pologne (T) - Russie (T) |
| Suisse                           | 0                    | 0         | 0                    | |
| Suriname                         | 2                    | 2         | 2                    | - Guyana (J) - Guyane, France |
| Swaziland                        | 0                    | 0         | 0                    | |
| Syrie                            | 3                    | 3         | 3                    | - Chypre - Liban - Turquie |
| Tadjikistan                      | 0                    | 0         | 0                    | |
| Tanzanie                         | 4                    | 4         | 4                    | - Comores - Kenya (T) - Mozambique (T) - Seychelles (T) |
| Tchad                            | 0                    | 0         | 0                    | |
| Thaïlande                        | 7                    | 6         | 6                    | - Birmanie (T) - Cambodge - Inde (T) - Indonésie (T) - Malaisie (2,7) - Viêt Nam (T) |
| Timor oriental                   | 4                    | 2         | 2                    | - Australie (T) - Indonésie (3) |
| Togo                             | 2                    | 2         | 2                    | - Bénin - Ghana |
| Tonga                            | 6                    | 6         | 5                    | - Samoa américaines, États-Unis - Fidji - Nouvelle-Zélande - Niue, Nouvelle-Zélande - Samoa - Wallis-et-Futuna, France (T) |
| Trinité-et-Tobago                | 4                    | 4         | 4                    | - Grenade - Guyana - Venezuela (T) |
| Tunisie                          | 3                    | 3         | 3                    | - Algérie (T) - Italie (T) - Libye (J, T) |
| Turkménistan                     | 3                    | 3         | 3                    | - Azerbaïdjan - Iran - Kazakhstan |
| Turquie                          | 9                    | 9         | 9                    | - Bulgarie (T) - Chypre (T) - Égypte (T) - Géorgie (T) - Grèce (J) - Roumanie - Russie (T) - Syrie - Ukraine (T) |
| Tuvalu                           | 3                    | 3         | 3                    | - Fidji - Kiribati - Wallis-et-Futuna, France (T) |
| Ukraine                          | 4                    | 4         | 4                    | - Géorgie - Roumanie (J) - Russie - Turquie (T) |
| Uruguay                          | 2                    | 2         | 2                    | - Argentine (T) - Brésil (T) |
| Vanuatu                          | 3                    | 3         | 3                    | - Fidji - Nouvelle-Calédonie, France - Salomon |
| Vatican                          | 0                    | 0         | 0                    | |
| Venezuela                        | 15                   | 15        | 12                   | - Aruba, Curaçao et Bonaire, Pays-Bas (T) - Colombie - Dominique - Guadeloupe, France (T) - Guyana - Îles Vierges des États-Unis, États-Unis (T) - Martinique, France (T) - Montserrat, Royaume-Uni - Porto Rico, États-Unis (T) - République dominicaine (T) - Saint-Christophe-et-Niévès - Sainte-Lucie - Saint-Vincent-et-les Grenadines - Trinité-et-Tobago (T) |
| Viêt Nam                         | 6                    | 6         | 6                    | - Cambodge - Chine (T) - Indonésie (T) - Malaisie - Philippines - Thaïlande (T) |
| Yémen                            | 5                    | 5         | 5                    | - Arabie saoudite (T) - Djibouti - Érythrée (J) - Oman (T) - Somalie |
| Zambie                           | 0                    | 0         | 0                    | |
| Zimbabwe                         | 0                    | 0         | 0                    | |

### Frontière des territoires
| Pays ou territoire                                           | Frontières maritimes | Riverains | Riverains souverains | Liste des riverains |
| ------------------------------------------------------------ | -------------------- | --------- | -------------------- | --- |
| Abkhazie                                                     | 4                    | 4         | 4                    | - Géorgie - Russie - Turquie - Ukraine                                                                                                |
| Akrotiri et Dhekelia (Royaume-Uni)                           | 10                   | 3         | 3                    | - Chypre (8) - Égypte - Liban |
| Saint-Paul-et-Amsterdam (France)                             | 0                    | 0         | 0                    | |
| Anguilla (Royaume-Uni)                                       | 4                    | 4         | 4                    | - Antigua-et-Barbuda - Pays-Bas - Îles Vierges américaines, États-Unis (T) - Saint-Martin, France (T)                                 |
| Antarctique argentin, Argentine                              | 2                    | 2         | 2                    | - Province de l'Antarctique chilien,, Chili - Territoire britannique antarctique,, Royaume-Uni                                        |
| Antigua-et-Barbuda                                           | 5                    | 5         | 3                    | - Anguilla, Royaume-Uni - Guadeloupe, France - Montserrat, Royaume-Uni - Saint-Christophe-et-Niévès - Saint-Barthélemy, France        |
| Pays-Bas                                                     | 1                    | 1         | 1                    | - Venezuela (T) |
| Atoll Johnston (États-Unis)                                  | 0                    | 0         | 0                    | |
| Îles Midway (États-Unis)                                     | 0                    | 0         | 0                    | |
| Açores (Portugal)                                            | 0                    | 0         | 0                    | |
| Bande de Gaza                                                | 2                    | 2         | 2                    | - Égypte - Israël |
| Bermudes (Royaume-Uni)                                       | 0                    | 0         | 0                    | |
| Île Bouvet (Norvège)                                         | 0                    | 0         | 0                    | |
| Cisjordanie                                                  | 0                    | 0         | 0                    | |
| Clipperton (France)                                          | 0                    | 0         | 0                    | |
| Chypre du Nord                                               | 4                    | 3         | 3                    | - Chypre (2) - Syrie - Turquie |
| Dépendance de Ross (Nouvelle-Zélande)                        | 1                    | 1         | 1                    | - Territoire Antarctique australien, Australie                                                                                        |
| Géorgie du Sud-et-les Îles Sandwich du Sud, Royaume-Uni      | 0                    | 0         | 0                    | |
| Gibraltar (Royaume-Uni)                                      | 3                    | 2         | 2                    | - Espagne (2) - Maroc |
| Groenland (Danemark)                                         | 4                    | 4         | 3                    | - Canada (T) - Islande (T) - Jan Mayen, Norvège (J, T) - Svalbard, Norvège (T)                                                        |
| Guadeloupe (France)                                          | 6                    | 6         | 6                    | - Antigua-et-Barbuda - Pays-Bas - Barbade (T) - Dominique (T) - Montserrat, Royaume-Uni (T) - Venezuela (T)                           |
| Guam (États-Unis)                                            | 1                    | 1         | 1                    | - Micronésie |
| Guernesey (Royaume-Uni)                                      | 2                    | 2         | 1                    | - France - Jersey, Royaume-Uni |
| Guyane, France                                               | 2                    | 2         | 2                    | - Brésil (T) - Suriname |
| Îles Heard-et-MacDonald, Australie                           | 1                    | 1         | 1                    | - Îles Kerguelen, TAAF, France (T) |
| Hong Kong (Chine)                                            | 2                    | 1         | 0                    | - Chine (2) |
| Îles Ashmore et Cartier, Australie                           | 1                    | 1         | 1                    | - Indonésie (T) |
| Îles Baker et Howland (États-Unis)                           | 1                    | 1         | 1                    | - Kiribati |
| Îles Bassas da India, Europa et Juan de Nova, (TAAF, France) | 2                    | 2         | 2                    | - Madagascar - Maurice |
| Îles Caïmans (Royaume-Uni)                                   | 4                    | 4         | 4                    | - Colombie - Cuba - Honduras (T) - Jamaïque                                                                                           |
| Île Christmas (Australie)                                    | 1                    | 1         | 1                    | - Indonésie (T) |
| Îles Cocos, Australie                                        | 0                    | 0         | 0                    | |
| Îles Cook (Nouvelle-Zélande)                                 | 5                    | 5         | 3                    | - Kiribati - Niue, Nouvelle-Zélande - Polynésie française, France (T) - Samoa américaines (États-Unis, T) - Tokelau, Nouvelle-Zélande |
| Îles Crozet, France                                          | 0                    | 0         | 0                    | |
| Îles Féroé, Danemark                                         | 3                    | 3         | 3                    | - Islande - Norvège (T) - Royaume-Uni (T)                                                                                             |
| Îles Glorieuses, (France)                                    | 3                    | 3         | 3                    | - Comores - Madagascar - Seychelles (T)                                                                                               |
| Îles Kerguelen (TAAF, France)                                | 1                    | 1         | 1                    | - Îles Heard-et-MacDonald, Australie (T)                                                                                              |
| Île Jarvis (États-Unis)                                      | 1                    | 1         | 1                    | - Kiribati |
| Île Macquarie (Australie)                                    | 1                    | 1         | 1                    | - Nouvelle-Zélande (T) |
| Îles Malouines, (Royaume-Uni)                                | 1                    | 1         | 1                    | - Argentine |
| Île de Man (Royaume-Uni)                                     | 0                    | 0         | 0                    | |
| Îles Mariannes du Nord (États-Unis)                          | 1                    | 1         | 1                    | - Japon |
| Île de la Navasse, (États-Unis)                              | 3                    | 3         | 3                    | - Cuba - Haïti - Jamaïque |
| Île Norfolk (Australie)                                      | 2                    | 2         | 2                    | - Nouvelle-Calédonie, France (T) - Nouvelle-Zélande (T)                                                                               |
| Île Pierre Ier (Norvège)                                     | 1                    | 1         | 1                    | - Province de l'Antarctique chilien, Chili                                                                                            |
| Îles Pitcairn (Royaume-Uni)                                  | 1                    | 1         | 1                    | - Polynésie française, France (T) |
| Île Tromelin, (France)                                       | 2                    | 2         | 2                    | - Madagascar - Maurice |
| Îles Vierges des États-Unis (États-Unis)                     | 4                    | 4         | 3                    | - Anguilla, Royaume-Uni (T) - Pays-Bas - Îles Vierges britanniques, Royaume-Uni (T) - Venezuela (T)                                   |
| Îles Vierges britanniques, Royaume-Uni                       | 2                    | 2         | 1                    | - Îles Vierges des États-Unis, États-Unis (T) - Porto Rico, États-Unis (T)                                                            |
| Wake (États-Unis)                                            | 1                    | 1         | 1                    | - Îles Marshall |
| Jan Mayen (Norvège)                                          | 2                    | 2         | 2                    | - Groenland, Danemark (J, T) - Islande (T)                                                                                            |
| Jersey                                                       | 2                    | 2         | 1                    | - France - Guernesey, Royaume-Uni |
| Kosovo                                                       | 0                    | 0         | 0                    | |
| Macao (Chine)                                                | 2                    | 1         | 0                    | - Chine (2) |
| Madère (Portugal)                                            | 2                    | 2         | 2                    | - Espagne (T) - Maroc |
| Martinique (France)                                          | 4                    | 4         | 4                    | - Barbade - Dominique (T) - Sainte-Lucie - Venezuela (T)                                                                              |
| Mayotte (France)                                             | 2                    | 2         | 2                    | - Comores - Madagascar |
| Montserrat, Royaume-Uni                                      | 4                    | 4         | 4                    | - Antigua-et-Barbuda - Guadeloupe, France (T) - Saint-Christophe-et-Niévès - Venezuela                                                |
| Nouvelle-Calédonie (France)                                  | 6                    | 6         | 5                    | - Australie (T) - Fidji (T) - Île Norfolk, Australie, T - Papouasie-Nouvelle-Guinée - Salomon (T) - Vanuatu                           |
| Niue (Nouvelle-Zélande)                                      | 3                    | 3         | 2                    | - Îles Cook, Nouvelle-Zélande - Samoa américaines, États-Unis (T) - Tonga                                                             |
| État de Palestine                                            | 2                    | 2         | 2                    | - Égypte - Israël |
| Polynésie française (France)                                 | 3                    | 3         | 3                    | - Îles Cook, Nouvelle-Zélande (T) - Îles Pitcairn, Royaume-Uni (T) - Kiribati                                                         |
| Porto Rico (États-Unis)                                      | 3                    | 3         | 3                    | - Îles Vierges britanniques, Royaume-Uni - République dominicaine - Venezuela (T)                                                     |
| Province de l'Antarctique chilien (Chili)                    | 3                    | 3         | 3                    | - Antarctique argentin,, Argentine - Île Pierre Ier, Norvège - Territoire britannique antarctique,, Royaume-Uni                       |
| Récif Kingman et atoll Palmyra (États-Unis)                  | 1                    | 1         | 1                    | - Kiribati |
| Réunion, France                                              | 4                    | 4         | 4                    | - Comores - Madagascar (T) - Maurice (T) - Mozambique                                                                                 |
| Sahara occidental                                            | 3                    | 3         | 3                    | - Mauritanie (T, avec le Maroc) - Maroc - Espagne                                                                                     |
| Saint-Barthélemy, France                                     | 3                    | 3         | 3                    | - Antigua-et-Barbuda - Pays-Bas - Saint-Christophe-et-Niévès                                                                          |
| Sainte-Hélène, Ascension et Tristan da Cunha (Royaume-Uni)   | 0                    | 0         | 0                    | |
| Saint-Martin                                                 | 3                    | 2         | 2                    | - Anguilla, Royaume-Uni (T) - Pays-Bas (2)                                                                                            |
| Saint-Pierre-et-Miquelon, France                             | 1                    | 1         | 1                    | - Canada (J, T) |
| Samoa américaines (États-Unis)                               | 5                    | 5         | 5                    | - Îles Cook, Nouvelle-Zélande (T) - Niue, Nouvelle-Zélande (T) - Samoa - Tokelau, Nouvelle-Zélande (T) - Tonga                        |
| Somaliland                                                   | 3                    | 3         | 3                    | - Djibouti - Somalie - Yémen |
| Svalbard (Norvège)                                           | 2                    | 2         | 2                    | - Groenland, Danemark (T) - Russie (T)                                                                                                |
| Taïwan                                                       | 3                    | 3         | 3                    | - Chine - Japon - Philippines |
| Terre Adélie, (France)                                       | 2                    | 1         | 1                    | - Territoire Antarctique australien, Australie (2)                                                                                    |
| Terres australes et antarctiques françaises, (France)        | 6                    | 6         | 6                    | - Îles Heard-et-MacDonald, Australie (T) - Comores - Madagascar - Maurice - Mozambique - Seychelles (T)                               |
| Terre de la Reine-Maud (Norvège)                             | 2                    | 2         | 2                    | - Territoire Antarctique australien, Australie - Territoire britannique antarctique, Royaume-Uni                                      |
| Territoire Antarctique australien (Australie)                | 4                    | 3         | 3                    | - Terre Adélie, France (2) - Terre de la Reine-Maud, Norvège - Dépendance de Ross, Nouvelle-Zélande                                   |
| Territoire britannique antarctique (Royaume-Uni)             | 3                    | 3         | 3                    | - Antarctique argentin,, Argentine - Province de l'Antarctique chilien,, Chili - Terre de la Reine-Maud, Norvège                      |
| Territoire britannique de l'océan Indien (Royaume-Uni)       | 1                    | 1         | 1                    | - Maldives |
| Tokelau (Nouvelle-Zélande)                                   | 5                    | 5         | 4                    | - Îles Cook, Nouvelle-Zélande - Kiribati - Samoa américaines, États-Unis (T) - Samoa - Wallis-et-Futuna, France                       |
| Îles Turks-et-Caïcos (Royaume-Uni)                           | 3                    | 3         | 3                    | - Bahamas - Haïti - République dominicaine (T)                                                                                        |
| Wallis-et-Futuna, France                                     | 5                    | 5         | 5                    | - Fidji (T) - Samoa - Tokelau, Nouvelle-Zélande - Tonga (T) - Tuvalu (T)                                                              |